# Hottea torbeciana
Hottea torbeciana är en myrtenväxtart som beskrevs av Ignatz Urban och Erik Leonard Ekman. Hottea torbeciana ingår i släktet Hottea och familjen myrtenväxter. Inga underarter finns listade i Catalogue of Life.